# اوشن ایکرز (نیوجرسی)
اوشن ایکرز (به انگلیسی: Ocean Acres) یک منطقهٔ مسکونی در ایالات متحده آمریکا است که در شهرستان اوشن، نیوجرسی واقع شده‌است. اوشن ایکرز ۱۵٫۴۲۷ کیلومتر مربع مساحت و ۱۶٬۱۴۲ نفر جمعیت دارد و ۳۷ متر بالاتر از سطح دریا واقع شده‌است.